# آگوستینو اسپینا
آگوستینو اسپینا (انگلیسی: Agostino Spina؛ زادهٔ ۳۱ اکتبر ۲۰۰۱) بازیکن فوتبال است.